# Cristhian Loor
Cristhian Joel Loor Santamaría (La Concordia, Ecuador, 9 de marzo de 2006) es un futbolista ecuatoriano que juega de portero en el Botafogo F. R. del Brasileirao.

## Trayectoria

### Independiente del Valle
Cristhian ascendió al primer equipo de Del Valle tras representar a Ecuador en el Campeonato Sudamericano Sub-20 en febrero. Dejó el club, donde aún no había disputado un solo partido con el primer equipo, pero se integró y fue convocado para un partido.

### Botafogo
El 7 de junio de 2025, Botafogo fichó oficialmente al portero Cristhian Loor. Su contrato se extenderá hasta finales de 2028.

## Selección nacional

### Categorías inferiores
Formó parte de los planteles de la Copa Mundial de Fútbol Sub-20 de 2023 y Torneo Preolímpico Sudamericano Sub-23 de 2024, donde fue arquero suplente.
También formó parte del plantel ecuatoriano para el Campeonato Sudamericano de Fútbol Sub-17 de 2023, donde quedó subcampeón, siendo el arquero titular.
El 5 de enero de 2025 se anunció su convocatoria para disputar el Campeonato Sudamericano Sub-20 en Venezuela.

#### Participaciones en Sudamericanos
| Campeonato                              | Sede      | Resultado    | Partidos | Goles |
| --------------------------------------- | --------- | ------------ | -------- | ----- |
| Sudamericano Sub-17 de 2023             | Ecuador   | Subcampeón   | 9        | 0     |
| Preolímpico Sudamericano Sub-23 de 2024 | Venezuela | Primera fase | 0        | 0     |
| Sudamericano Sub-20 de 2025             | Venezuela | Primera fase | 3        | 0     |

#### Participaciones en Copas del Mundo
| Campeonato                  | Sede      | Resultado        | Partidos | Goles |
| --------------------------- | --------- | ---------------- | -------- | ----- |
| Copa Mundial Sub-20 de 2023 | Argentina | Octavos de final | 0        | 0     |
| Copa Mundial Sub-17 de 2023 | Indonesia | Octavos de final | 4        | 0     |

## Estadísticas

### Clubes
Actualizado al último partido disputado el 16 de julio de 2024.
| Independiente del Valle · Ecuador     | 1.ª           | 2023          | 0 | 0  | — | — | 0 | 0 | 0 | 0  |
| Independiente del Valle · Ecuador     | 1.ª           | 2024          | 0 | 0  | 0 | 0 | 0 | 0 | 0 | 0  |
| Independiente del Valle · Ecuador     | Total club    | Total club    | 0 | 0  | 0 | 0 | 0 | 0 | 0 | 0  |
| Independiente Juniors · Ecuador       | 2.ª           | 2024          | 2 | –2 | 0 | 0 | — | — | 2 | –2 |
| Independiente Juniors · Ecuador       | Total club    | Total club    | 2 | –2 | 0 | 0 | 0 | 0 | 2 | –2 |
| Total carrera                         | Total carrera | Total carrera | 2 | –2 | 0 | 0 | 0 | 0 | 2 | –2 |
| (1) Hace referencia a goles encajados |               |               |   |    |   |   |   |   |   |    |